# Ústřední hřbitov (Karlovy Vary)
Ústřední hřbitov v Karlových Varech se nachází na východním okraji města při místní části Drahovice. Je chráněn jako nemovitá kulturní památka České republiky.

## Historie
Nejstarší hřbitov ve městě býval u kostela svaté Máří Magdalény. Po epidemii byl roku 1784 při josefínských reformách přeložen ke kostelu svatého Ondřeje, který stál za Ostrovskou branou na konci Ostrovské uličky (ulice Ondřejská) na severovýchodním okraji města. Když přestal dostačovat, pohřbívalo se od roku 1864 na hřbitově v obci Drahovice na východním okraji města, který sloužil jako dočasný již od roku 1859. Tento hřbitov se stal ústředním hřbitovem pro město, Ondřejský hřbitov byl zrušen a roku 1913 přeměněn na park. Vedle katolického hřbitova v Drahovicích byl založen také hřbitov evangelický a židovský.
Tyto tři samostatné hřbitovy jsou od sebe odděleny zdí nebo plotem. Ve všech třech je dochován soubor cenných kamenných a litinových náhrobků – neogotických, neorenesančních, secesních, kubistických a funkcionalistických. Roku 1991 byl evangelický hřbitov prohlášen za nemovitou kulturní památku (reg. č. 4530); roku 1996 byla památková ochrana rozšířena o katolický a židovský hřbitov, budovu administrativy a krematorium.

## Hroby osobností
Na hřbitově je registrováno kolem šedesát hrobů významných osobností hospodářského, politického, kulturního a společenského života Karlovarska a válečných hrdinů. Dvě desítky nejstarších hrobek a hrobů rodin z 19. století zůstávají anonymní nebo v rozvalinách.  

### Podnikatelé
- Rodině Becherů patří jediná zdejší kaplová hrobka, novogotická stavba
- Sousední hrobka rodiny Mattoni, v níž je pohřben Jindřich šlechtic von Mattoni (1830–1910), zakladatel lázní Kyselka (Giesshübl-Sauerbrunn), má formu sloupového portiku s bustou zakladatele.
- Dvě hrobky rodin Puppů: Julia Puppa (1844–1902), hoteliéra-zakladatele, v níž je pohřben také Julius Pupp mladší (1869–1936), president hotelu akciové společnosti Pupp.
- hrobka rodiny Karla Puppa (1867-1926), hoteliéra
- John Richard Eaton, majitel dolů
- Anton Weber von Hohengrund

### Politici
- Starostové: Eduard Knoll (1839-1890), Johann Peter Knoll (1797-1874), Karl Zörkendörfer (1834–1894), Josef Pfeiffer (1850-1927), Jakob Herrmann (1865-1935) knihkupec; Franz Funk

### Lékaři
- David Becher (1725–1792)
- Paul Cartillieri (1852–1900)
- Wilhelm Fasolt (1852–1900)
- Mathias Forster (1806–1871)
- Eduard Hlawaczek (1808–1879), lékař a autor první monografie o Karlových Varech
- Gallus von Hochberger (1803–1901)
- Vincenc Janatka (1865–1931)
- Franz Kugler (1865–1915)

### Umělci
- Alfred Bayer (1859–1916), architekt
- Heinrich Eckl (1898–1920), malíř
- Emanuel Grim (1833–1901), stavitel
- Maximilian Otto Hein (1851–1886), malíř
- Johannes Koch (1850–1915), architekt
- Georg Kordik (1818–1886), akademický malíř
- Josef Labitzky a August Labitzky, hudební skladatelé a dirigenti karlovarského orchestru
- Karel Nejdl (1900–1990), vlastivědný pracovník, historik, publicista
- Gustav Opočenský (1920–1992), herec Karlovarského divadla, náhrobek vytvořil jeho syn, sochař Pavel Opočenský
- Anton Pitroff (1835–1886), rytec skla
- Franz Schram (1844–1923), stavitel
- Josef Waldert (1848–1927), stavitel

### Jiné
- Pohřebiště vojáků 2. světové války se sochou rudoarmějce
- Upomínky na oběti 1. a 2. světové války: Pomník usmíření a Pomník pochodu smrti[3]
- Hroby obětí komunistických represí

## Administrativní budova
Karlovarský architekt Viktor Oertl postavil roku 1897 pro městský hřbitov administrativní budovu s krematoriem. Jako inspirace mu posloužily italské hřbitovy a krematoria, která obsahovala kapli, chladicí boxy a pitevnu v jedné budově. Pro celou stavbu tak byl navržen důmyslný systém chlazení. Provoz byl bez závislosti na elektřině a chladicích kompresorech, stálou nízkou teplotu zajišťovaly jen větrací šachty v podlahách a zdech budovy.
Stavba byla od 90. let 20. století zavřená. Dochovala se v ní výtahová šachta s původní strojovnou, která spojovala chladicí prostory v přízemí s pitevnou v patře. Pitevnu s dochovaným původním pitevním stolem osvětlovalo denní světlo díky prosklenému stropu. Dalším dochovaným zařízením byla pračka na dezinfekci oděvů.
Rekonstrukce budovy započala roku 2015. Město získalo finanční prostředky z dotací na ochranu památek. Je záměr využít její horní patro a pavilon jako umělecké dílny.

## Židovský hřbitov
Na židovském hřbitově, který je součástí památkově chráněného areálu, byl do rodinné hrobky pohřben zakladatel sklárny Moser Ludwig Löwi Moser (1833–1916).

## Galerie

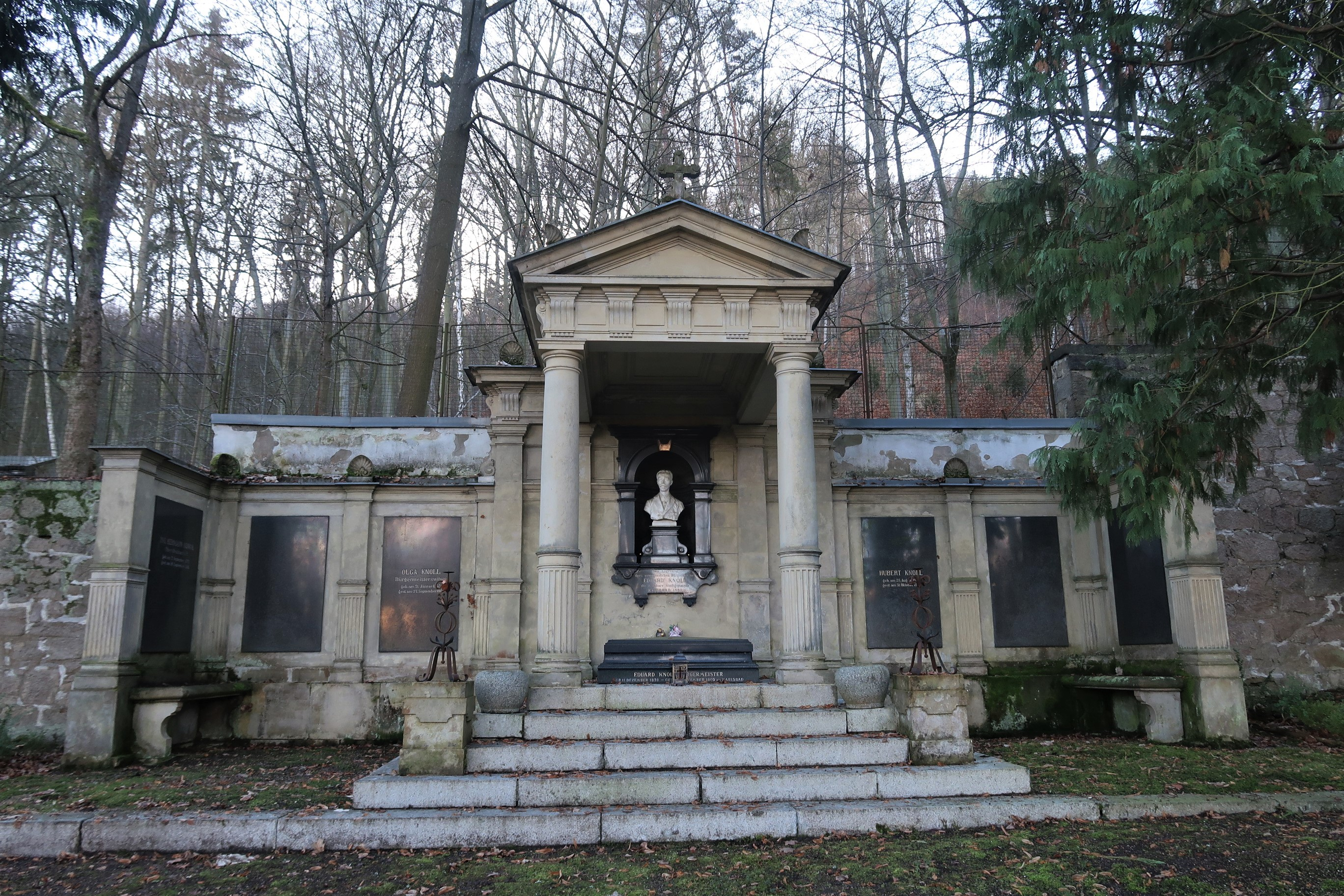
Hrobka Eduarda Knolla (1839–1890), starosty Karlových Varů (1877–1890)
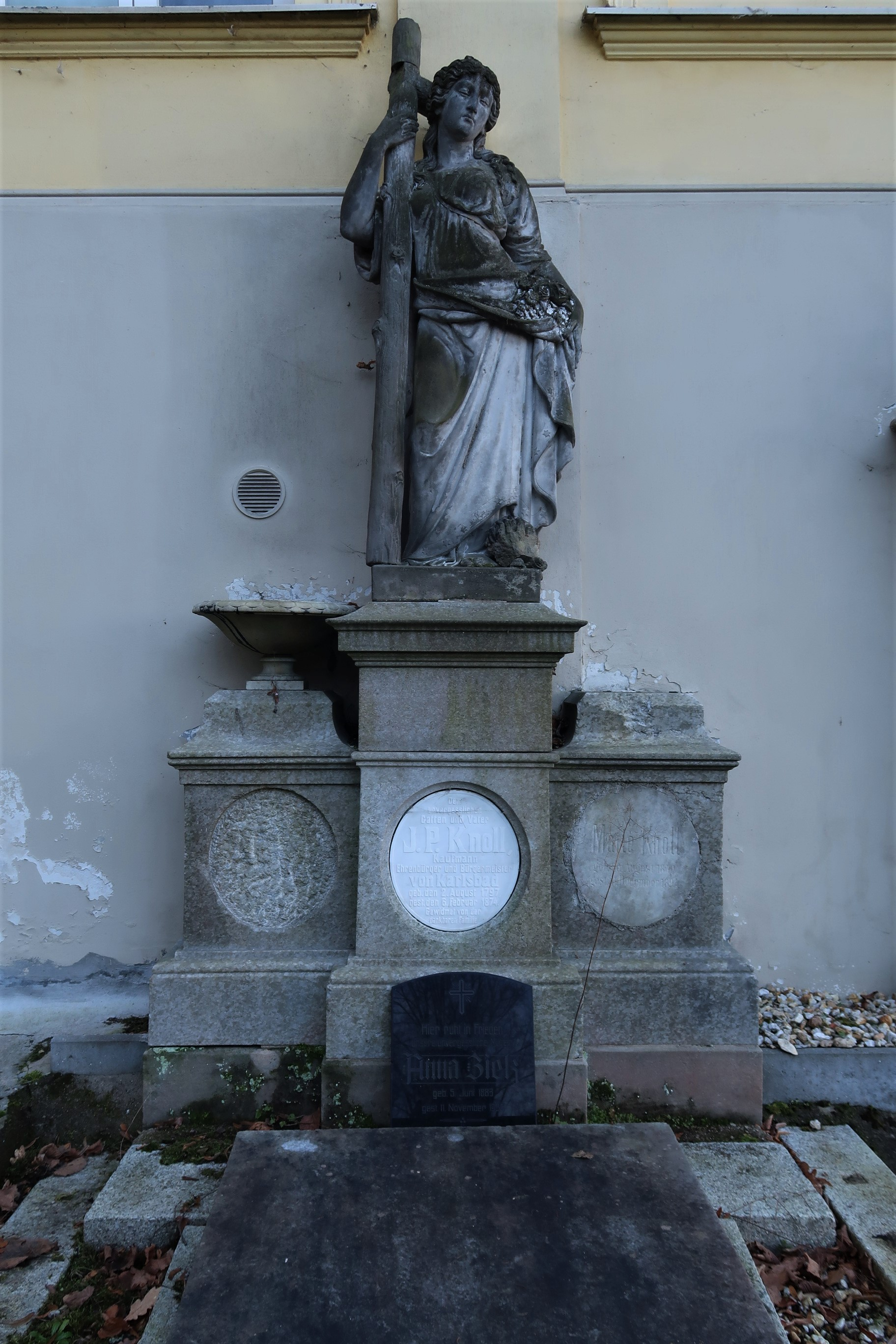
Hrobka Johanna Petera Knolla (1797–1874), starosty Karlových Varů (1841–1874)
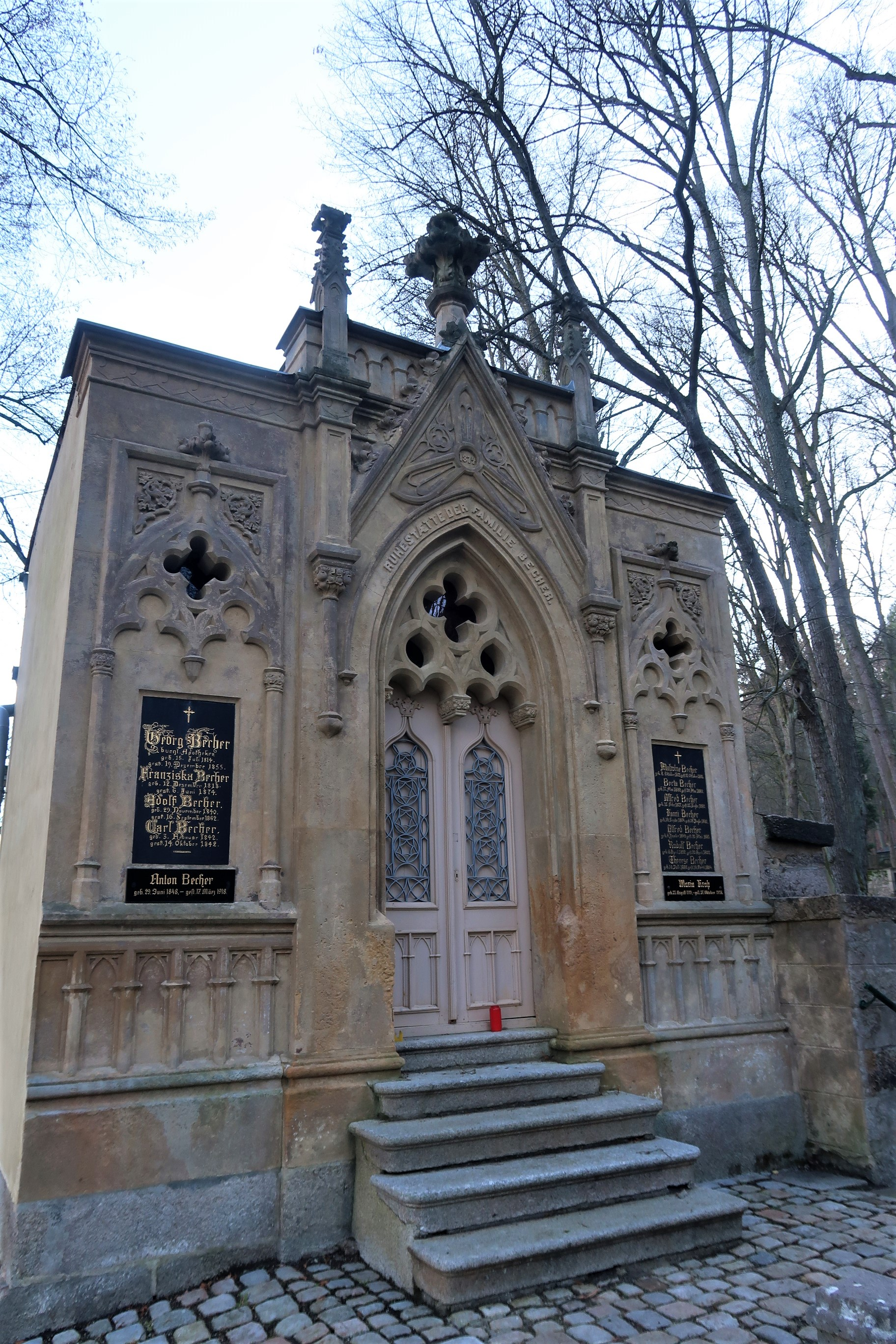
Hrobka rodiny Becherů
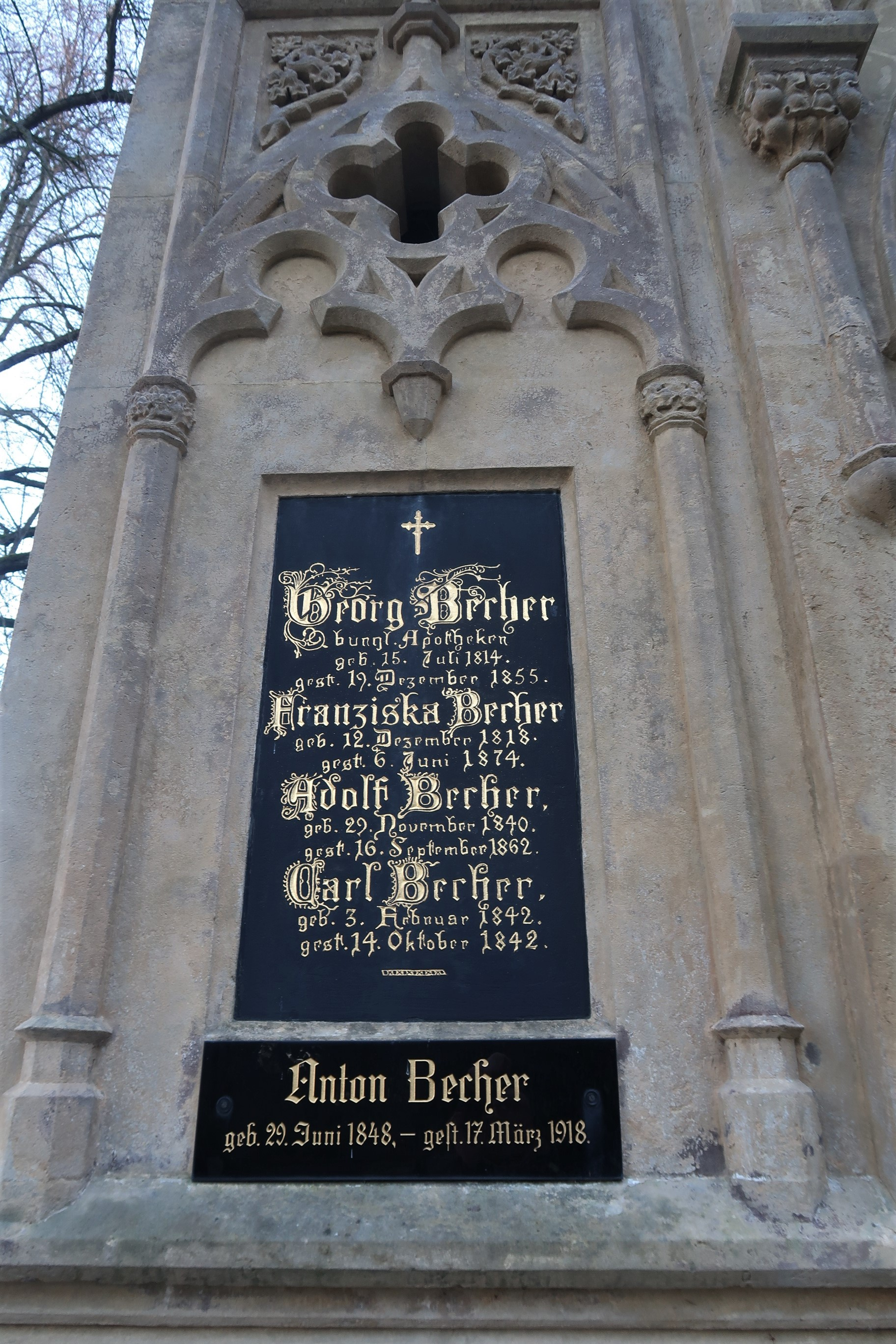
Detail levé části hrobky Becherů
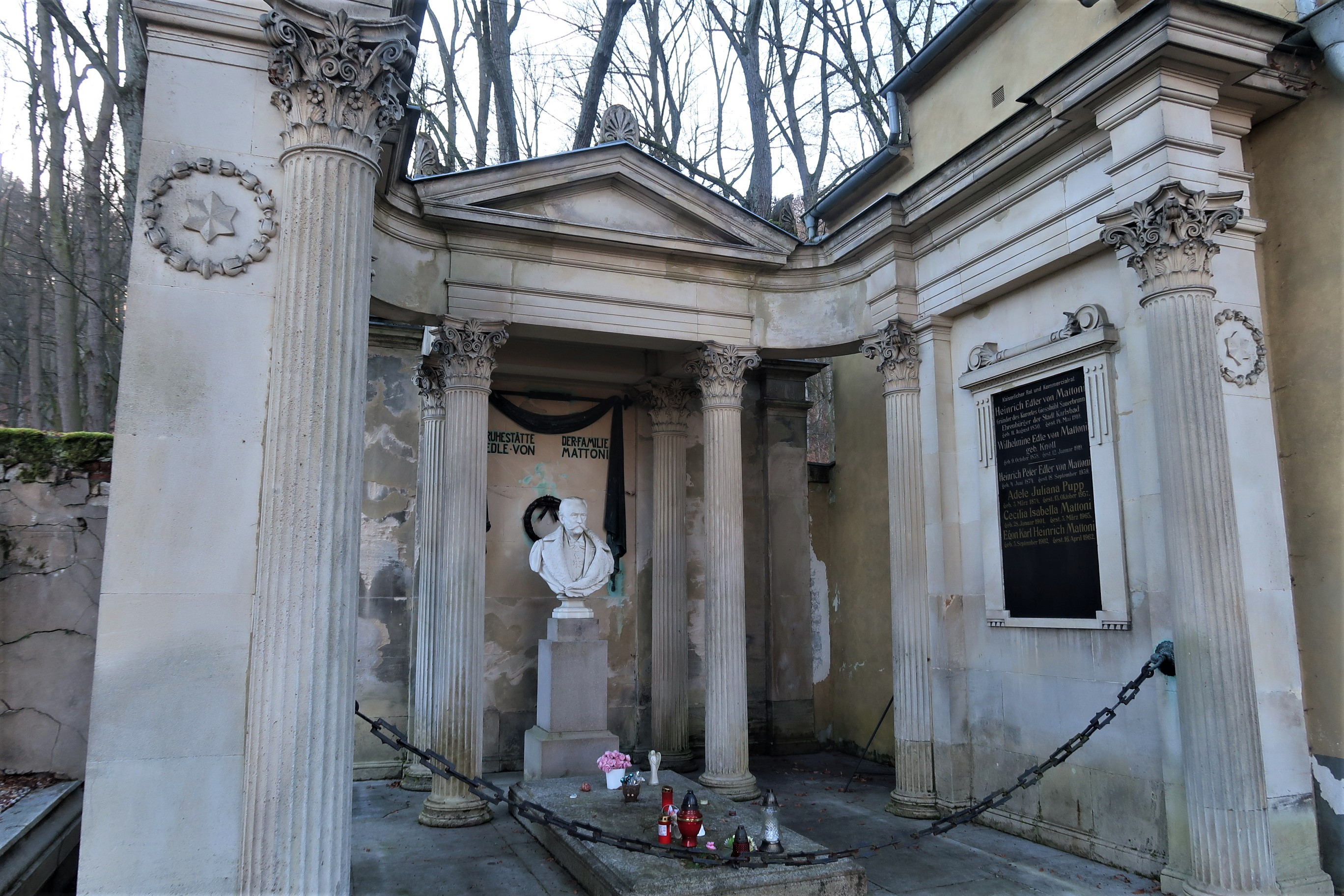
Hrobka rodiny Mattoni
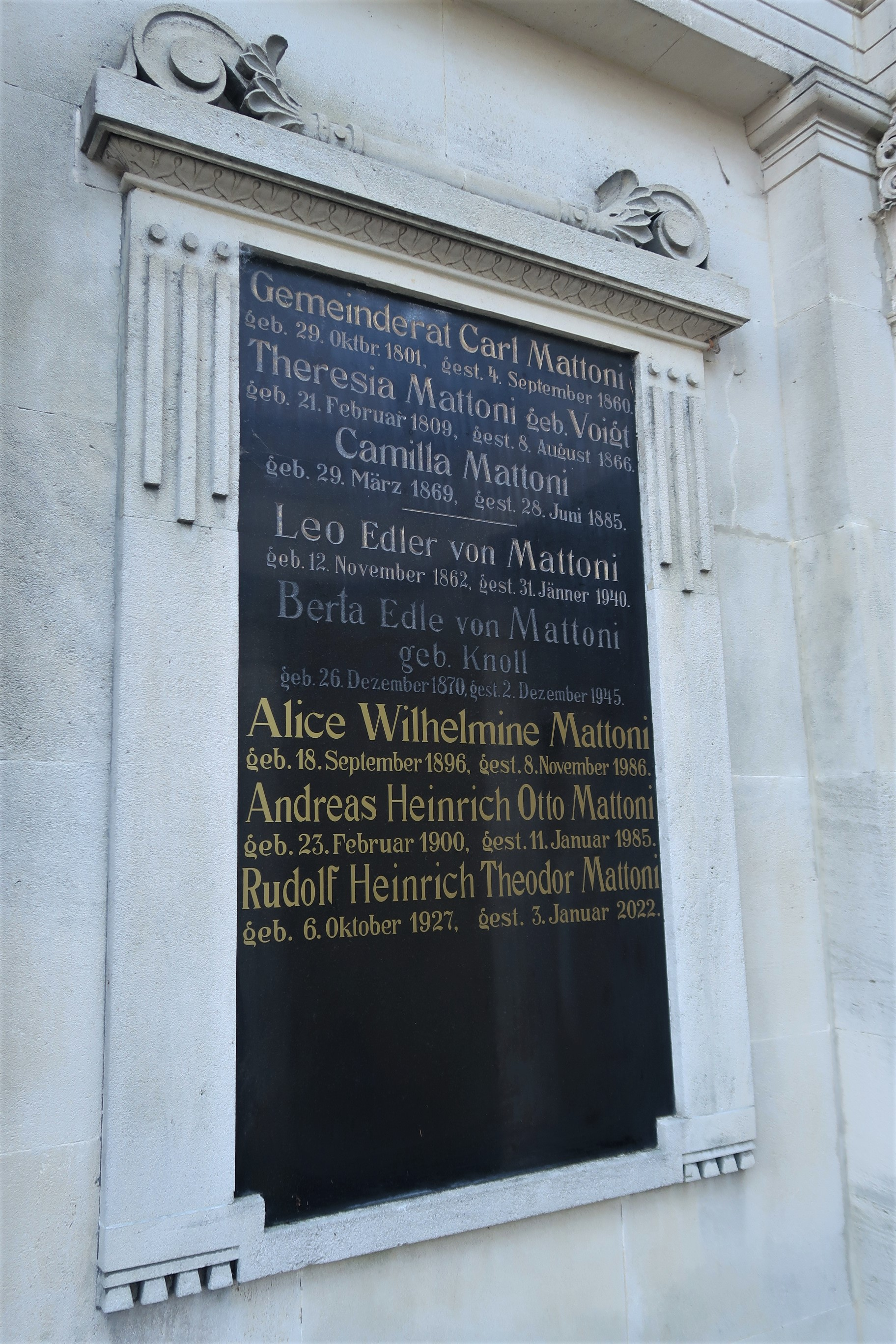
Detail levé části hrobky rodiny Mattoni
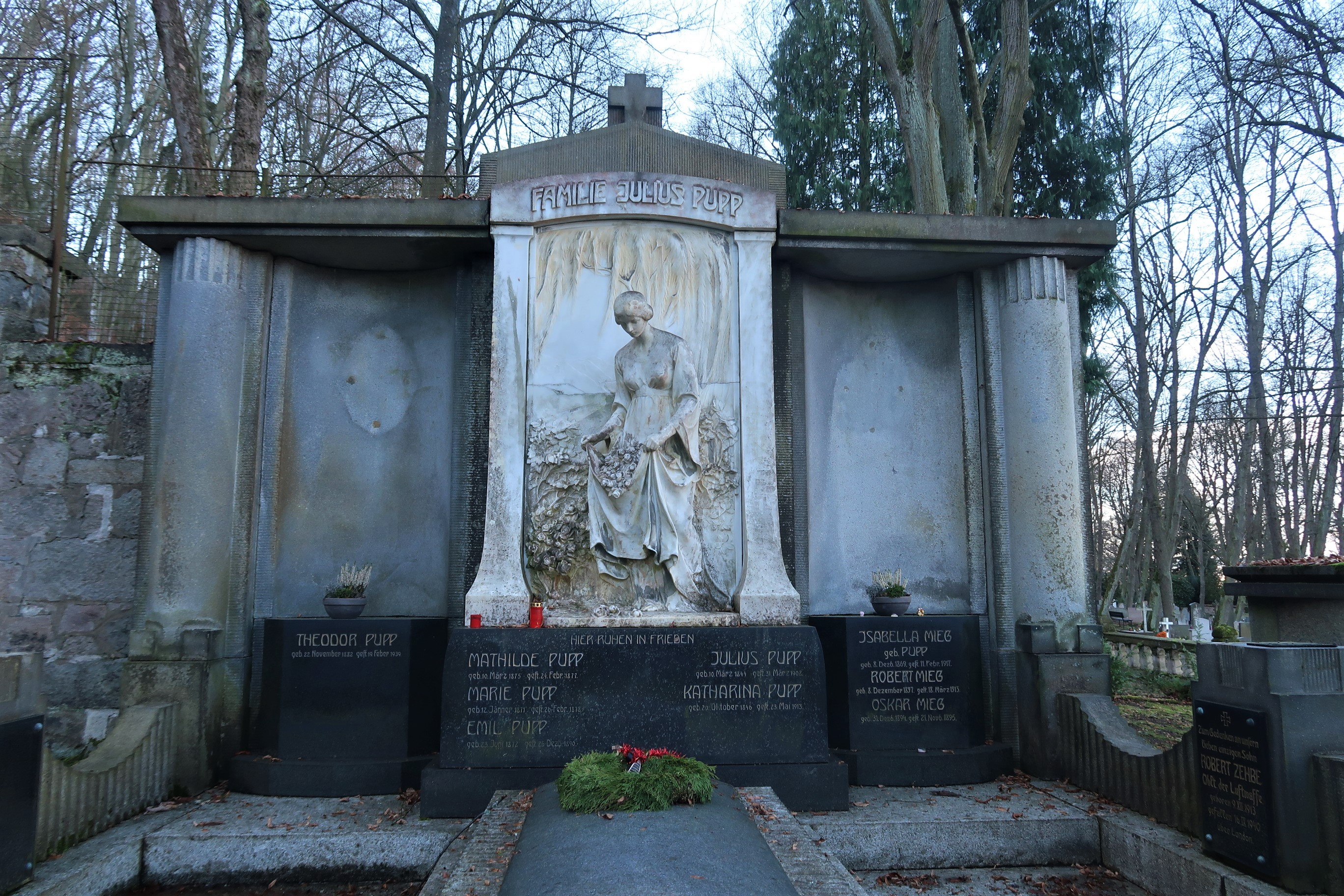
Hrobka hoteliérské rodiny Puppů
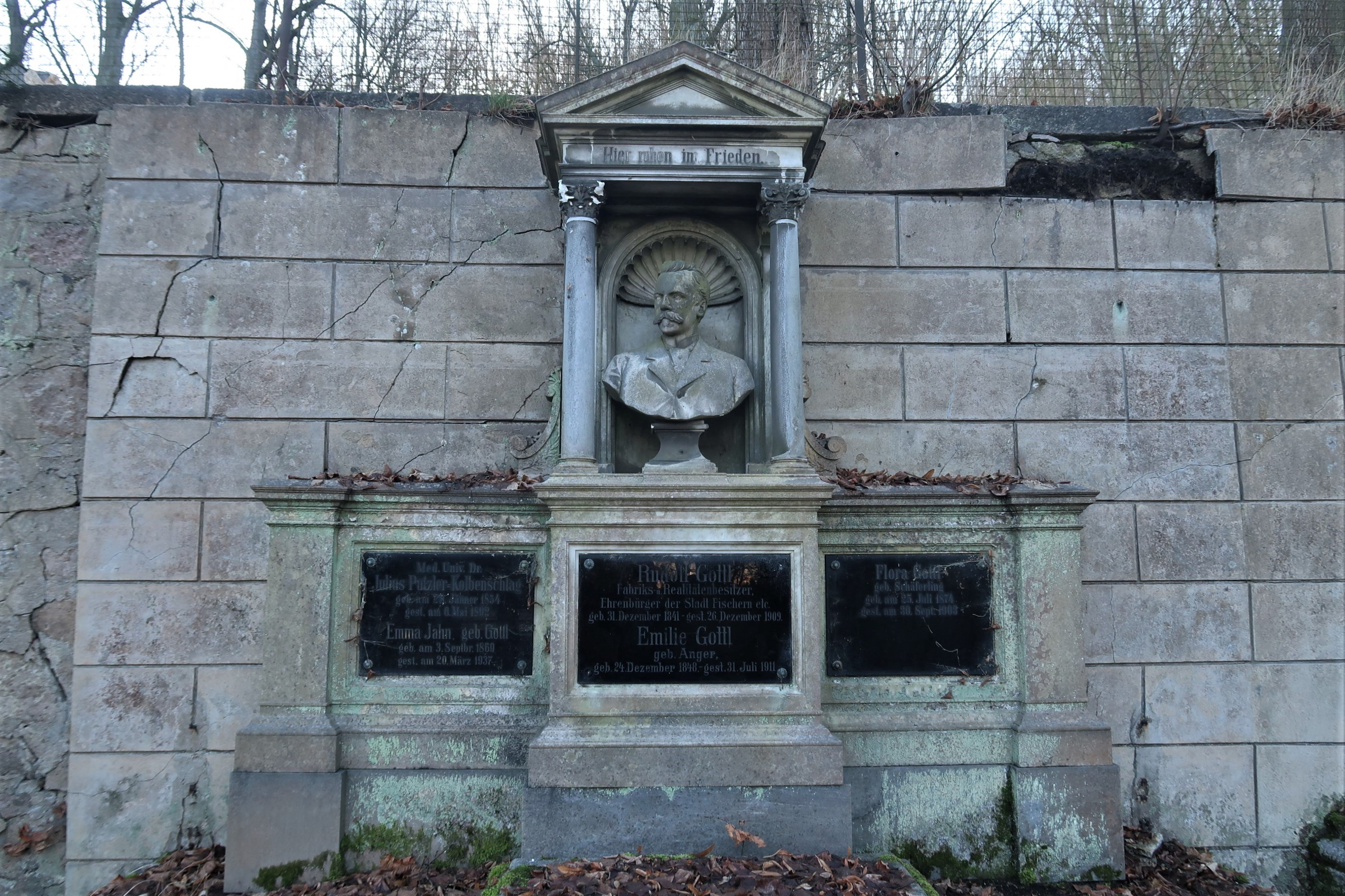
Hrobka továrníka Rudolfa Gottla
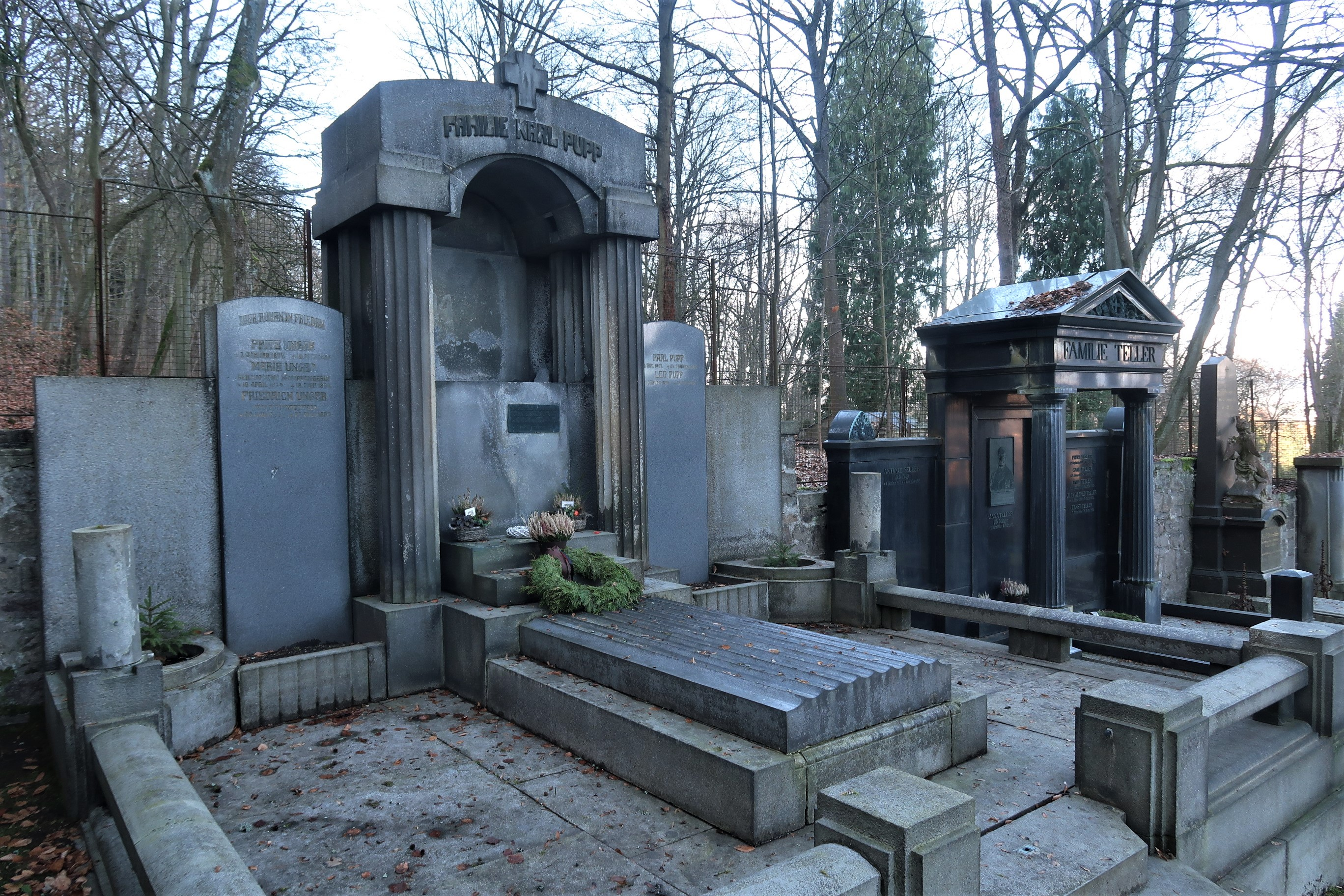
Hrobky rodiny Puppů a Tellerů (oddělení VIII.)
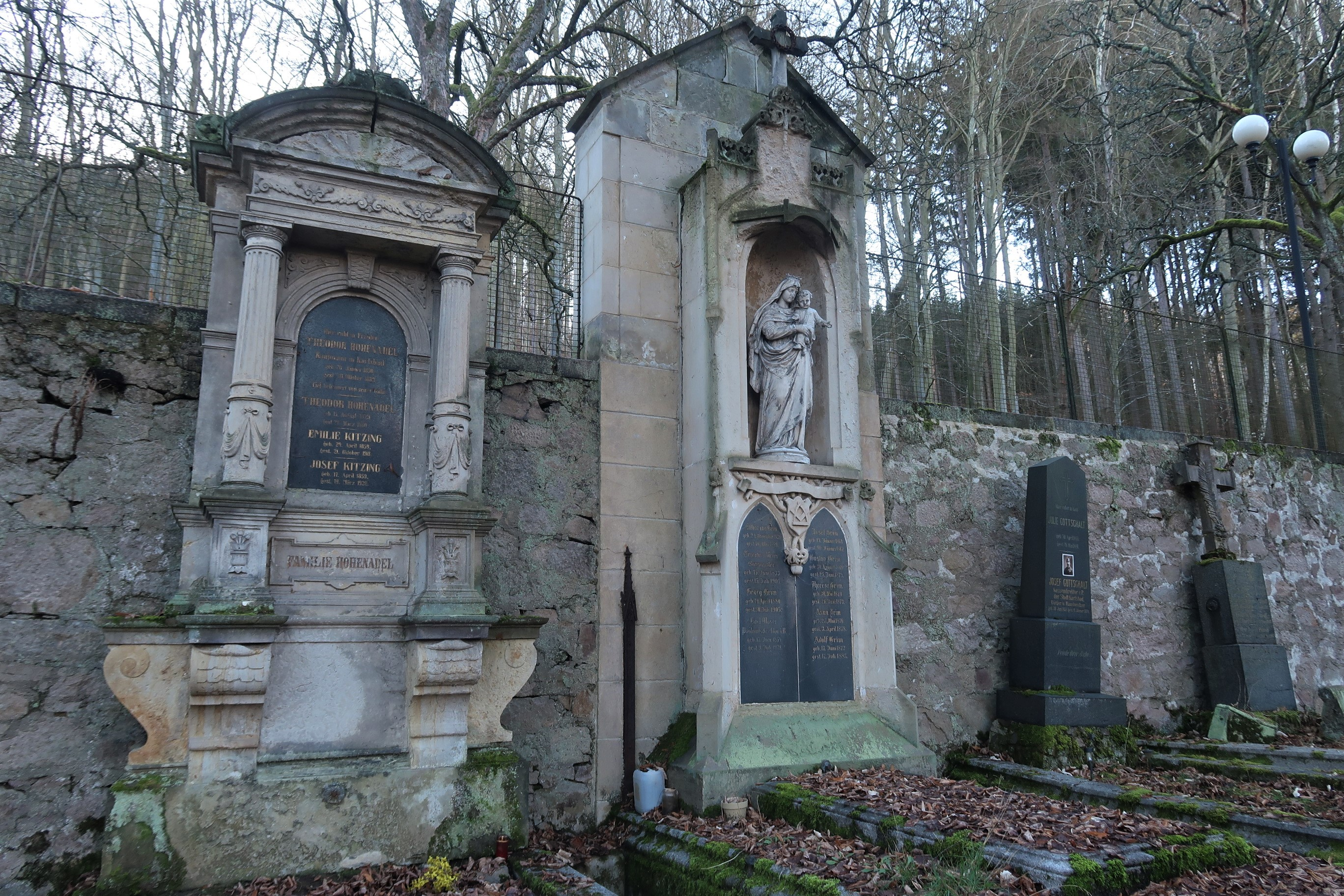
Nejstarší část karlovarského ústředního hřbitova, oddělení I.
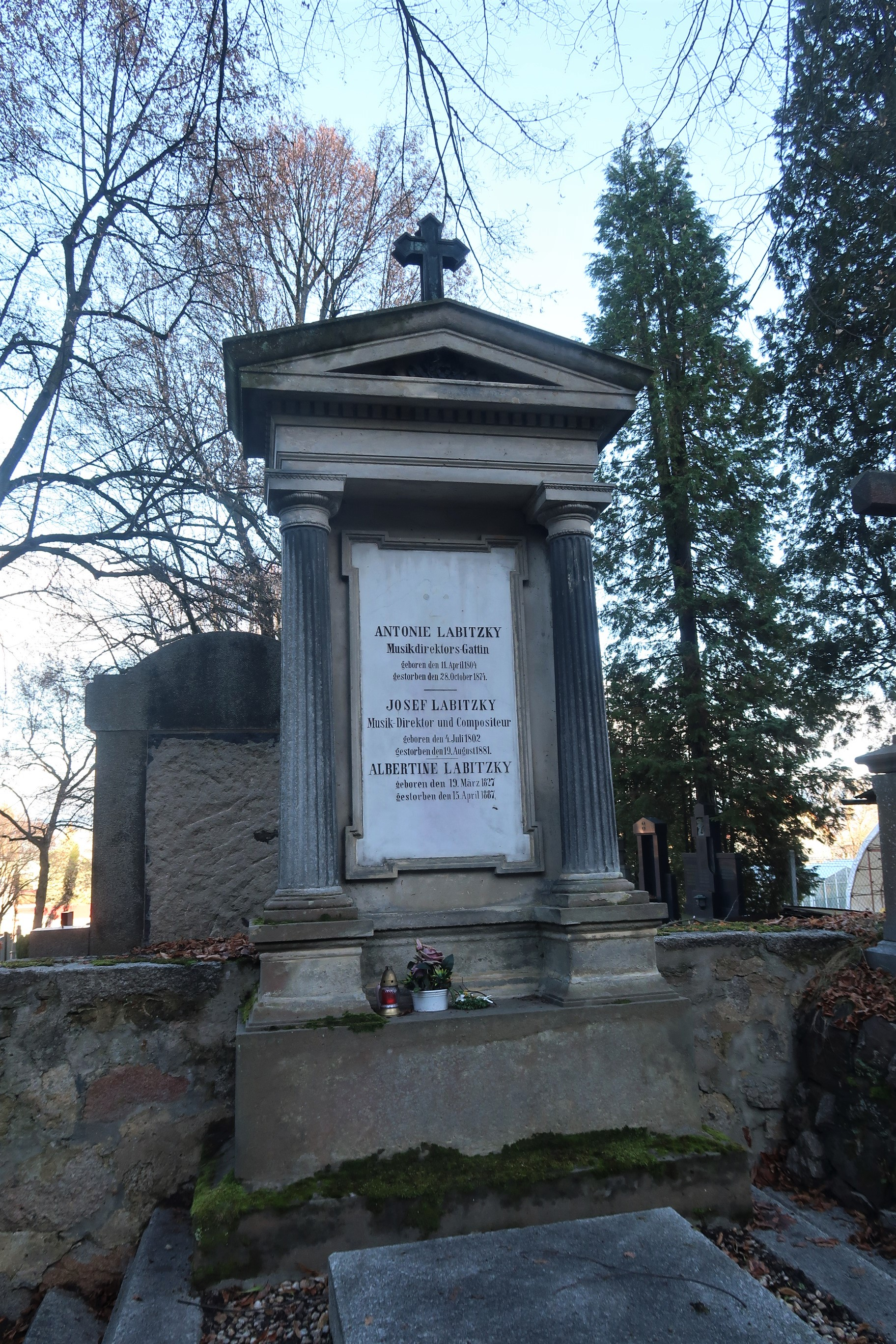
Hrobka rodiny hudebního skladatele Josepha Labitzkého
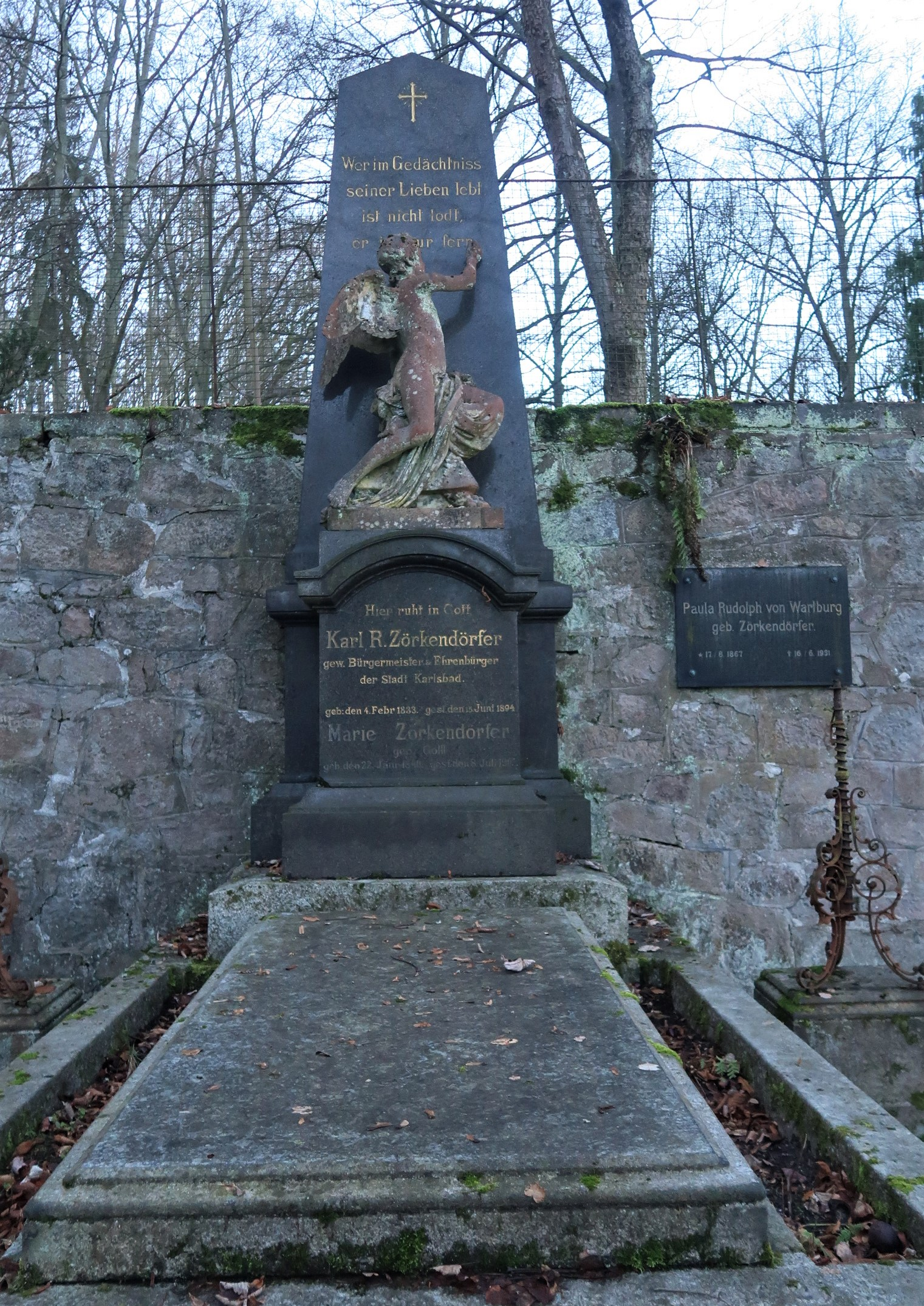
Hrobka Karla Zörkendörfera (1835–1895), starosty Karlových Varů (1890–1894)
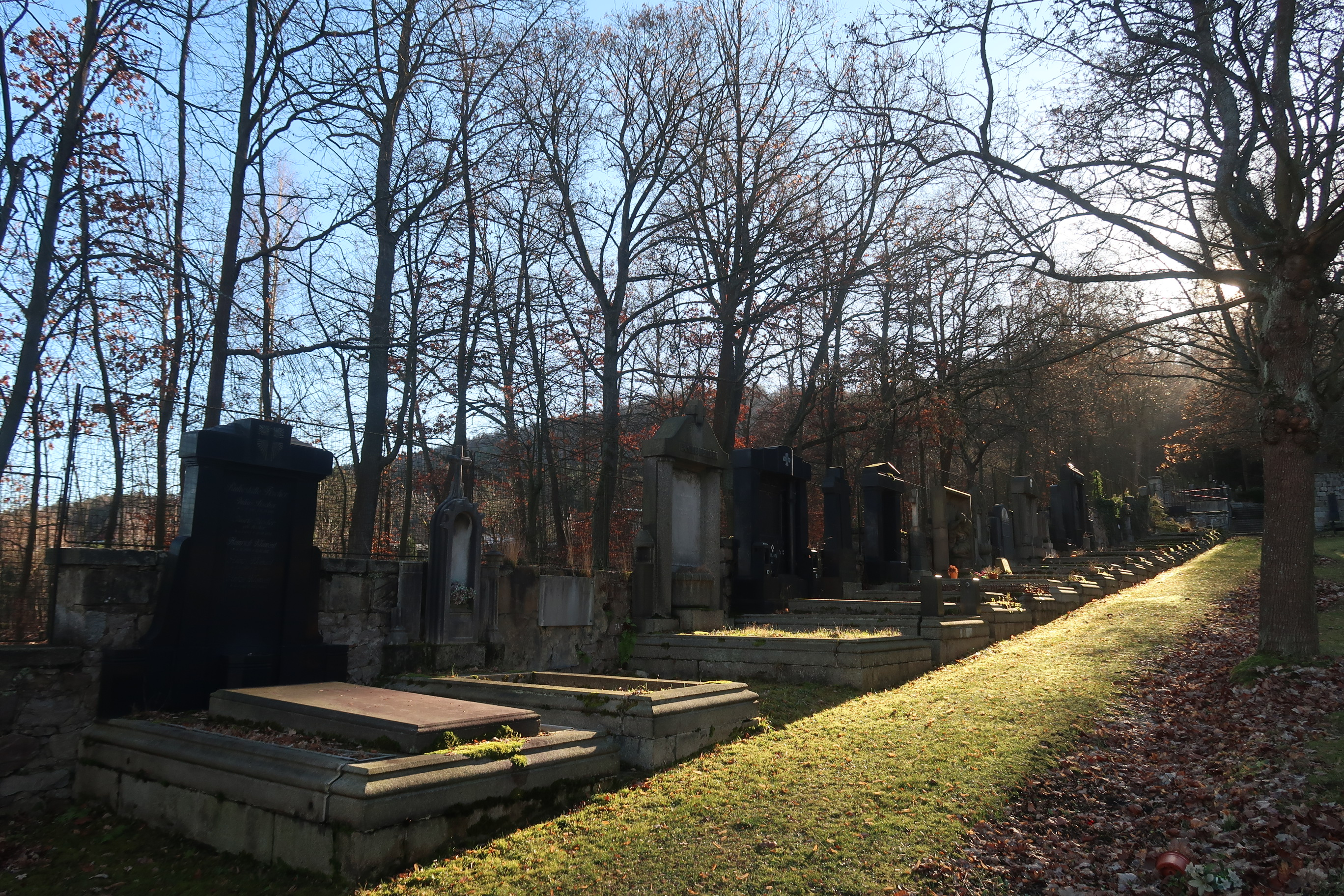
Západní část karlovarského hřbitova
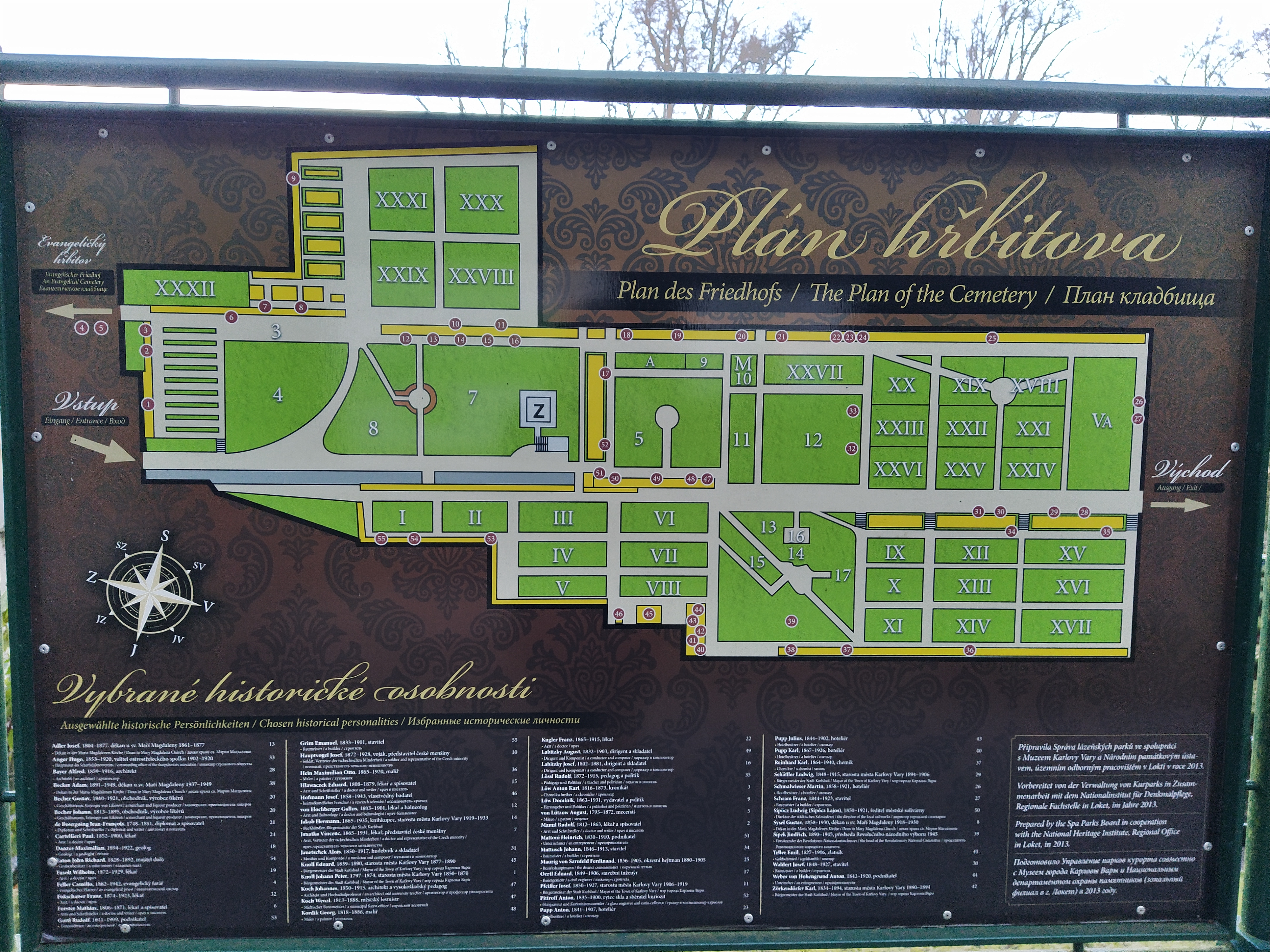
Plán karlovarského ústředního hřbitova se seznamem významných pohřbených osobností